# Фельде
Фельде (нім. Felde) — громада в Німеччині, розташована в землі Шлезвіг-Гольштейн. Входить до складу району Рендсбург-Екернферде. Складова частина об'єднання громад Ахтервер.
Площа — 13,87 км2. Населення становить 2107 ос. (станом на 31 грудня 2020).